# خوسيه مورينو (لاعب كرة قاعدة)
خوسيه مورينو (بالإنجليزية: José Moreno)‏ هو لاعب كرة قاعدة أمريكي، ولد في 1 نوفمبر 1957 في سانتو دومينغو في جمهورية الدومينيكان، وتوفي بنفس المكان في 6 سبتمبر 2019.

## وصلات خارجية
- خوسيه مورينو على موقعبيزبول رفرنس.كوم (الدوري الرئيسي) (الإنجليزية)
- خوسيه مورينو على موقعبيزبول رفرنس.كوم (الدوري الثانوي) (الإنجليزية)